# Aleksandr Romankov
Aleksandr Romankov (ryska: Александр Анатольевич Романьков), född den 7 november 1953 i Korsakov, Sachalin oblast, är en sovjetisk fäktare som bland annat tog OS-guld i herrarnas lagtävling i florett i samband med de olympiska fäktningstävlingarna 1988 i Seoul.